# From Spirits and Ghosts (Score for a Dark Christmas)
From Spirits and Ghosts (Score for a Dark Christmas) es el segundo álbum clásico y navideño, así como el séptimo álbum de estudio lanzado por la soprano finlandesa Tarja Turunen.
El 22 de septiembre de 2017, earMUSIC lanzó un video anunciando la existencia del álbum. Un video musical fue lanzado el 6 de octubre, con Tarja cantando "O Come, O Come, Emmanuel".
El álbum ha sido aclamado por críticos y fanáticos por igual, quienes han notado el giro oscuro que Turunen logró en él y la combinación de diferentes idiomas.

## Trasfondo
Turunen se inspiró para la creación de este álbum en los contrastes (como lo hizo en The Shadow Self): por un lado las celebraciones y villancicos alegres; por el otro, la gente que se encuentra sola en dicha época:

Hay personas que hemos sufrido alguna pérdida, yo perdí a mi madre en 2003. Después de eso, perdí el sentimiento navideño con su fallecimiento [...] Ahora que he visto la alegría en los ojos de mi propia hija cada Navidad y la emoción en una niña, empecé a sentir la Navidad otra vez.

Cuando comencé a pensar en este álbum y en el porqué de él, y por qué de esta forma tan cinematográfica, fue por toda esa gente solitaria.

El álbum incluye 11 clásicos navideños combinados con influencias góticas más oscuras. Utilizando el sonido de una gran orquesta, se incluyen canciones tradicionales como "O Tannenbaum", "We Wish You a Merry Christmas" y "Feliz Navidad". Además de cubrir dichos villancicos clásicos,  "From Spirits and Ghosts"  también cuenta, en el track 2, con una canción totalmente original "Together", la cual continúa con el sonido oscuro del álbum y encarna el tema de fantasmas y misticismo.
El 8 de diciembre, Tarja lanzó una segunda versión con fines caritativos de "Feliz Navidad" como una forma de ayudar a recaudar fondos para Barbuda, una isla que fue severamente dañada por el huracán Irma. El tema presenta las voces invitadas de Doro Pesch, Michael Monroe, Tony Kakko (Sonata Arctica), Elize Ryd (Amaranthe), Marko Saaresto (Poets of the Fall), Timo Kotipelto (Stratovarius), Simone Simons (Epica), Cristina Scabbia (Lacuna Coil), Joe Lynn Turner (Rainbow, Deep Purple), Floor Jansen (Nightwish), Hansi Kürsch (Blind Guardian) y Sharon den Adel (Within Temptation).

### Novela gráfica
Con el lanzamiento del álbum llegó también la primera novela gráfica de Tarja Turunen, From Spirits and Ghosts (Novel for a Dark Christmas), que consta de 40 páginas, abordando el mundo de la "Navidad oscura". 
Esta novela le fue propuesta a Turunen por su disquera earMusic y ella aceptó en seguida por ser la primera vez que hacía algo de este tipo. De entre varios artistas, Tarja eligió a Conor Boyle para que se encargara de ilustrar la novela, debido a que sus pinturas le parecieron más emocionales y misteriosas.
La historia está basada en la canción Together, compuesta por la propia cantante, y  gira en torno a dos personajes interpretados por ella, uno oscuro y el otro luminoso, que unen a las almas solitarias durante la temporada festiva.

## Lista de canciones
| From Spirits and Ghosts (Score for a Dark Christmas) |                                                                 |                                         |          |  |
| N.º                                                  | Título                                                          | Escritor(es)                            | Duración |  |
| 1.                                                   | «O Come, O Come, Emmanuel»                                      |                                         | 4:56     |  |
| 2.                                                   | «Together»                                                      | Tarja Turunen                           | 3:21     |  |
| 3.                                                   | «We Three Kings»                                                | John Henry Hopkins Jr.                  | 3:54     |  |
| 4.                                                   | «Deck the Halls» (con la participación de Naomi Cabuli Turunen) | Thomas Oliphant, John Thomas, Talhaiarn | 2:44     |  |
| 5.                                                   | «Pie Jesus»                                                     | Andrew Lloyd Webber                     | 3:28     |  |
| 6.                                                   | «Amazing Grace»                                                 | John Newton                             | 4:42     |  |
| 7.                                                   | «O Tannenbaum»                                                  | Ernst Anschütz, Melchior Franck         | 3:37     |  |
| 8.                                                   | «Have Yourself a Merry Little Christmas»                        | Hugh Martin, Ralph Blane                | 3:40     |  |
| 9.                                                   | «God Rest Ye Merry, Gentlemen»                                  |                                         | 4:13     |  |
| 10.                                                  | «Feliz Navidad»                                                 | José Feliciano                          | 5:48     |  |
| 11.                                                  | «What Child is This?»                                           | William Chatterton Dix                  | 4:55     |  |
| 12.                                                  | «We Wish You a Merry Christmas»                                 |                                         | 4:07     |  |

## Músicos
- Tarja Turunen – voz, teclados y piano.
- Naomi Eerika Alexia Cabuli Turunen – voz en Deck the Halls.
- Jim Dooley – teclados, piano y arreglos de orquesta y coro.
- Peter Gregson – violonchelo.

## Posicionamiento
| Listas (2017)                         | Posición |
| ------------------------------------- | -------- |
| Austria (Ö3 Austria)                  | 50       |
| República Checa (ČNS IFPI)            | 30       |
| Finlandia (Suomen Virallinen Lista)   | 32       |
| Alemania (Media Control Charts)       | 40       |
| Estados Unidos (Top Classical Albums) | 12       |